# Brim

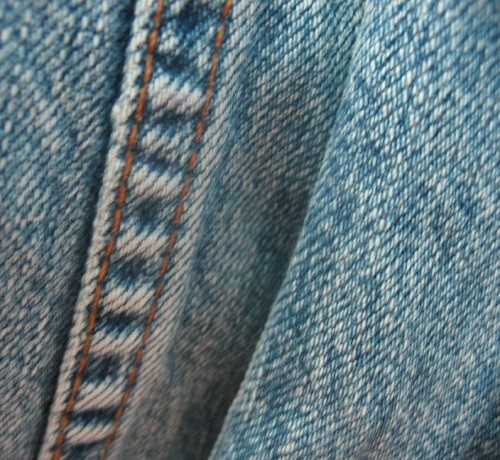
Brim

Ganga, brim ou denim é um tipo de tecido resistente, feito de algodão, linho ou fibra sintética, em que somente os fios do urdume (longitudinal) são tingidos com corante anil, normalmente com ligamento sarja.  É um tecido muito apropriado para artesanato, como confecção de bolsas e fuxicos, confecção de roupas resistentes, forros para sofá (só para cobri-los), entre outros.
A palavra "denim" surgiu na França no século XVII a partir da expressão serge de Nîmes, em referência a um tecido produzido na cidade de Nîmes, mescla de seda e lã . No século XIX passou a designar um tecido de algodão bastante rústico, produzido nos Estados Unidos, usado pelos trabalhadores da época.
Uma das classificações da ganga é pelo peso, que é indicado em Onças/jarda² (1 Oz/jd² = 33,91 g/m²). Os pesos comerciais mais comuns são 14,5 Oz/jd² (mais pesado), 12 Oz/jd² e 9 Oz/jd² (mais leve).

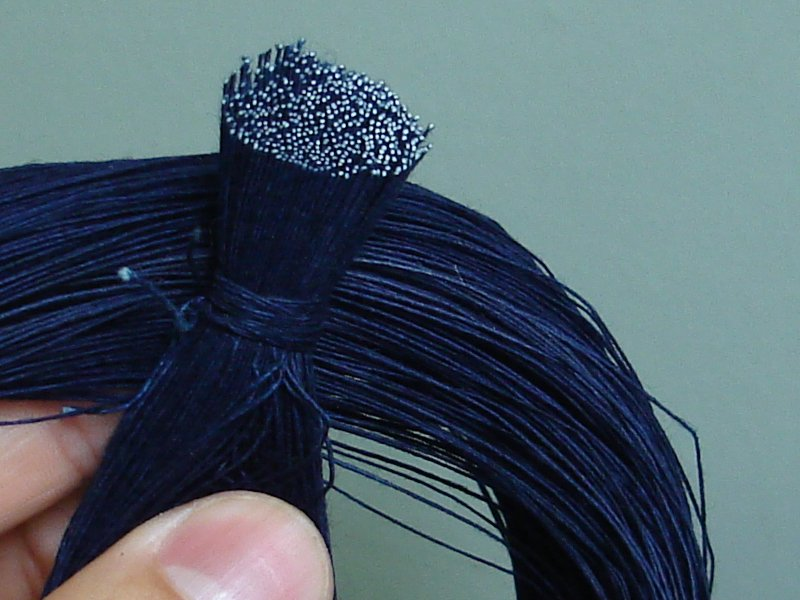
Fio 100% algodão tingido com corante anil, mantendo núcleo branco.

Uma característica marcante desse tipo de tecido é o tingimento com anil (também conhecido como índigo). Este corante não tem muita afinidade com o algodão, por isso o tingimento fica apenas superficial nos fios de urdume, formando em cada fio um anel azul e deixando o núcleo branco. Com isso a solidez da cor é muito baixa ao atrito, onde o tecido sofre atrito perde a sua camada superficial de fibras e com isso perde a sua cor.
Atualmente estima-se o consumo mundial desse tecido acima de 3 bilhões de metros lineares por ano. Sendo os principais consumidores os Estados Unidos, a Europa e o Japão, representando juntos mais de 65% do consumo mundial.
O Brasil é um dos principais produtores desse tipo de tecido do mundo, com uma capacidade instalada de produção acima de 600 milhões de metros lineares por ano.